# Gare de Mauron
La gare de Mauron est une gare ferroviaire française, fermée, de la ligne de Ploërmel à La Brohinière, située sur la commune de Mauron dans le département du Morbihan en région Bretagne.
Mise en service en 1884, elle est fermée aux voyageurs en 1971 et aux marchandises en 1998.

## Situation ferroviaire
Établie à 64 mètres d'altitude, la gare de Mauron est située au point kilométrique (PK) 54,0 de la ligne de Ploërmel à La Brohinière, entre les gares de Néant - Bois-de-la-Roche et de Gaël. Maurons est devenu la gare extrême de la section conservée et réhabilitée d'une ligne consacrée au trafic fret.

## Histoire
La décision de construction d'une gare à Mauron est prise en 1878, les travaux sont achevés en 1883. Le maire de Mauron, M. Guillotin, est présent à l'inauguration de la gare le 6 juin 1884. Le bâtiment voyageurs comporte un étage conçu pour être l'appartement de fonction du chef de gare, le rez-de-chaussée comprend une salle d'attente, un guichet et un bureau.

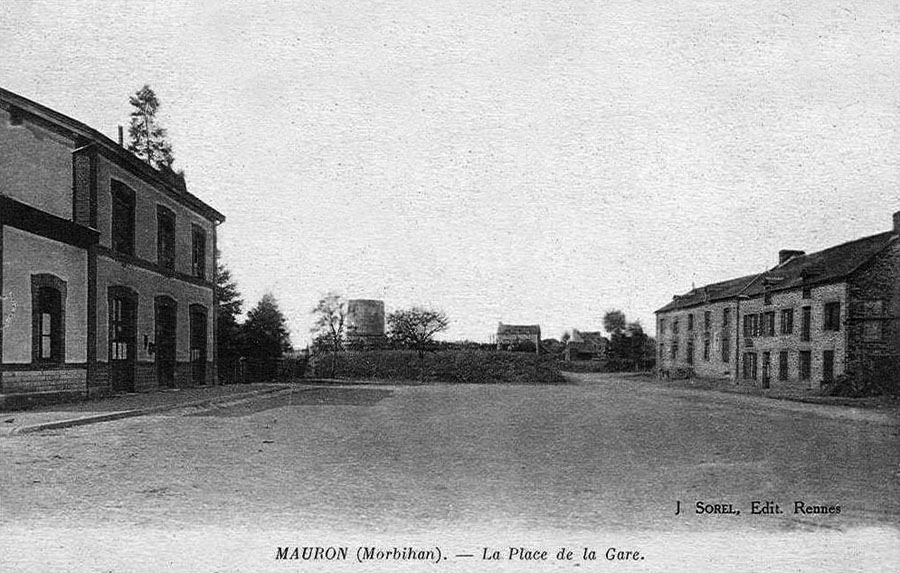
La place de la gare à Mauron, vers 1900.

La nouvelle ligne de Ploërmel à La Brohinière qui fait la jonction avec la ligne de Questembert à Ploërmel ouverte en 1881 place Mauron en situation favorable puisque cette ligne permet le lien avec la ligne de Paris-Montparnasse à Brest au Nord et la ligne de Savenay à Landerneau au Sud. Les effets de cette nouvelle configuration se font rapidement sentir avec l'augmentation des trafics. Une scierie et un hôtel de la gare sont créés en 1883 et le 5 juillet 1885 la municipalité met en service l'avenue de la Gare permettant de structurer le nouveau quartier et le relier au centre bourg. 
Lors de la Seconde Guerre mondiale Mauron va être investi par l'armée allemande qui s'installe et fait venir des wagons de prisonniers pour construire un terrain d'aviation au Point Clos. En janvier 1944 après la mort d'un soldat allemand, les prisonniers d'une rafle effectuée à Mauron et dans les communes environnantes, sont regroupés dans l'école des garçons. Quanrante-quatre hommes sont déportés à partir de la gare de Mauron, 24 trouveront la mort dans les camps.
Après la guerre Mauron retrouve son dynamisme avec notamment la création d'une cidrerie en 1946, qui est alimentée en pommes par un important trafic de wagons en saison. Ce renouveau est de courte durée les trafics baissent et en février 1971 c'est la fermeture du trafic voyageurs, la gare perdant son chef de gare en mai 1972. Le trafic marchandise ne lui survira pas longtemps. Les années 1990 vont voir le déclassement et la transformation en voie verte de la ligne entre Questembert et Mauron et en 1998 la fermeture du tronçon La Brohinière Mauron. 
Au début des années 2000 le ferroviaire retrouve la faveur des élus et des industriels, la ligne de Mauron à La Brohinière est refaite en 2008-2010 en lien avec des projets d'installations de plateformes logistiques. Mauron va de nouveau voir des trains.

## Patrimoine ferroviaire
Il n'y a plus de trafic, le bâtiment voyageur fermé et désaffecté mais toujours présent était en vente en 2010.